# Herb województwa wileńskiego

Herb województwa wileńskiego
"Pogoń zwyczajna: mąż zbrojny w szyszaku, na białym koniu, do biegu niby zapędzonym, siodło na koniu i czaprak czerwony, aż do kopyt końskich rozwlekły, z trojaką złotą frendzlą, w prawej ręce miecz goły wyniesiony do góry, jakby do cięcia trzyma, w lewej zaś - czyli raczej na barku jego, tarcza z dwoma krzyżami złotymi w jeden spojonymi."